# Orthosia striata
Orthosia striata là một loài bướm đêm trong họ Noctuidae.